# موسى بن علي الحرفوش
الأمير موسى بن علي الحرفوش، من أمراء آل حرفوش الذين حكموا البقاع اللبناني منذ أوائل فترة الحكم العثماني. كان الأمير موسى بطلا شجاعاً جواداً مقداما لعمل الخير فاضلا شاعراً أديباً بليغاً، كما قال عنه المحبي في خلاصة الأثر.

## نبذة عنه

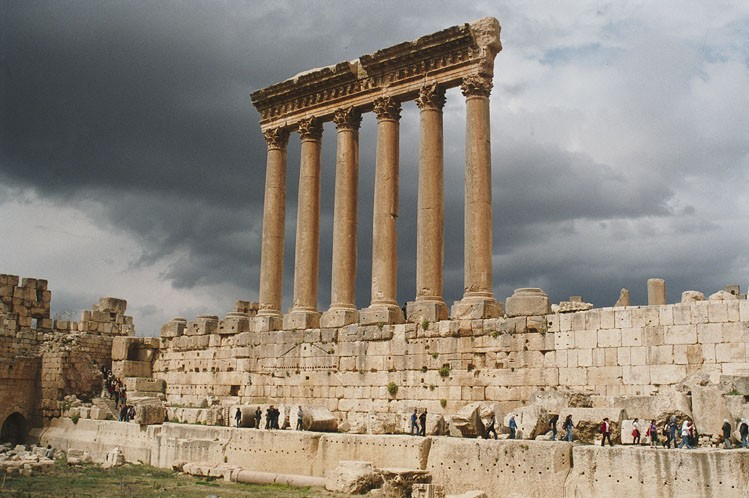
أعمدة بعلبك

الأمير موسى بن علي بن موسى الحرفوش الخزاعي (1607:1590). وينتمي لعائلة آل حرفوش التي يعتبر تاريخها وأخبارها حافلة بالأحداث والنزاعات والثورات والحروب والخطوب التي لازمت مسيرتها طيلة القرون العديدة التي بقيت تلعب الدور المحوري والأساسي في مناطق نفوذها الممتدة من حماه حتى صفد، وتمارس تأثيراً مباشراً في ولايات حلب (حالياً محافظة حلب) ودمشق وطرابلس، عرف تاريخ هذه الأسرة محطات أساسية ومهمة في مسيرتها الطويلة، وبرز من رجالاتها حكام وقادة لا بد من التوقف عند مسيرتهم المثقلة بالمبادرات والمواقف والدلالات في مسيرة الشيعة في لبنان، بدءاً من الأمير علي بن موسى إلى صاحب الترجمة ولده موسى وخلفه يونس مروراً بشديد الحرفوشي وجهجاه بن مصطفى الحرفوشي حتى سلمان بن ملحم الحرفوشي.
خلف الأمير موسى والده في جميع مناصبه بما فيها أمانة بعلبك وإمارة لواء حمص (حالياً محافظة حمص)، تتجدد كل أربع سنوات وليس التزاماً سنويا كما هو معمول به في سائر المقاطعات والألوية.

وصفته الدولة وأجهزتها وأوساط الباشا في دمشق بأنه أقرب أهلهِ للتسنن، وذلك تبريراً لعجزها عن منع موسى من خلافة والده المقتول في دمشق.

## تحالفاته مع فخر الدين

### تحالفه مع المعني ضد بني فريخ

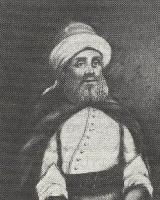
الأمير فخر الدين المعني الثاني.

كان بنو الفريخ يحكمون البقاع العزيزي وآل حرفوش يحكمون البقاع البعلبكي، وبالنتيجة كانا يتقاسمان حكم البقاع. فتحالف الأمير موسى مع الأمير فخر الدين المعني الثاني للقضاء على قرقماز بن الفريخ. وتم له ذلك إثر انتصاره في زينون سنة 1594 م حيث كانت نهاية بني فريخ، وبالتالي حكم البقاع بعد ذلك بقسميه العزيزي والبعلبكي.

### تحالفه مع المعني ضد آل سيفا
استمر هذا التحالف بين الأميرين بوجه يوسف باشا سيفا والي طرابلس وعدو والي دمشق محمد باشا المنتقل من ولاية مصر سنة 1598م.

إنهزم السيفي في معركة جرت بينهما في نهر الكلب، كما يقول معظم المؤرخين، بينما يؤكد غيرهم أنها جرت في إعزاز الواقعة في ولاية حلب (القريبة حالياً من الحدود التركية). ثم قام موسى بهجوم آخر على السيفي قريباً من مركز ولايته فدهم جبة بشري في حزيران 1602م ونهبها بينما كان أهلها في الساحل يعملون بالحرير. هذه الواقعة لا يجب ذكرها مجردة دون وضعها في إطارها التاريخى، حيث أن غنائم الغزو لها قوانينها وتقاليدها المتعارف عليها، وكانت موجودة قبل الإسلام وبعده في المنطقة العربية، وعرفت لعهد ليس ببعيد. 

«لما بلغ يوسف باشا ذلك جمع سكمانيته وأهل الناحية، وهم أكثر من خمسة آلاف نفس، فكبسوا بعلبك في حزيران / يونيو 1602م. ونهبوا المدينة فهرب أهلها للشام. والتجأ شلهوب بن نبعة مع جماعة من بيت حرفوش إلى قلعة بعلبك، وكان معهم من أهل البلاد ما يزيد على ألف رجل غير النساء والأولاد، فحرق ابن سيفا بلاد الحدث وقتل ابن نبعة وابن فاطمة وقد اجتهد يوسف باشا في قتل الشيخ رعد بن ربعة من طبشار لإنه كان في وقعة الكلب وقتل الأمير علي ابن أخيه».
ولم تأت المصادر على ذكر موسى أثناء الهجوم، مما يرجح أنه كان غائباً لسبب غير معلوم.

## قتالهِ نصوح باشا والي حلب
كان لجند الشام فرقة دائمة في حلب بقيادة سردار، ومهمتها جمع الأموال والأتاوة ومراقبة تحركات الولاة. وعائداتها من الأموال تقسم بين فخر الدين وموسى بن علي الحرفوش وكورد حمزة والخداوردي رئيس جند الشام.
رفض والي حلب نصوح باشا الاعتراف بحقوق أمراء جند الشام مما أدى إلى فتنة استمرت طيلة عامي 1603م و 1604م شارك الأمير موسى وانتصر لجند الشام، وقاتل نصوح باشا ولعب دوراً بارزاً في شؤون ولايات حلب ودمشق وطرابلس ومناطقها.

قد يكون الأمير موسى قام بحملتين، فالتبس الأمر على بعض المؤرخين، إحداهما لإعزاز لمقاتلة السيفي، والأخرى إلى غزير لاحتلالها.

## وقعة إحتلالهِ غزير
وقد جاء في كتاب بعلبك لإبن ألوف: " إن الأمير موسى، نبذ طاعة الدولة. فأرسلت عليه الجيوش فتوجه خفية إلى الآستانة العليا. وكانت بلدة غزير عاصية وقد استفحل أمرها فإستأمن للدولة العلية هناك وتعهد بفتح غزير وخراجها، وأنه ينال جزاء ذلك رضى الدولة عليه وتولّي أحكام بعلبك، فأجيب طلبه. فلما عاد إلى دياره جمع خمسة عشر الف مقاتل ودهم غزير واستولى عليها حسبما وعد.
قد يكون الشعر الذائع الذي أرسله أمير حماه أبو الفوارس إلى صديقه الحرفوشي يتعلق بمعركته في إعزاز مع السيفي (ابن سيفا) لقربها من مدينته وقد يكون اهتمامه قليلا بما يجري في غزير لبعدها عنه:

## ثمن سعيه لإحلال الصلح

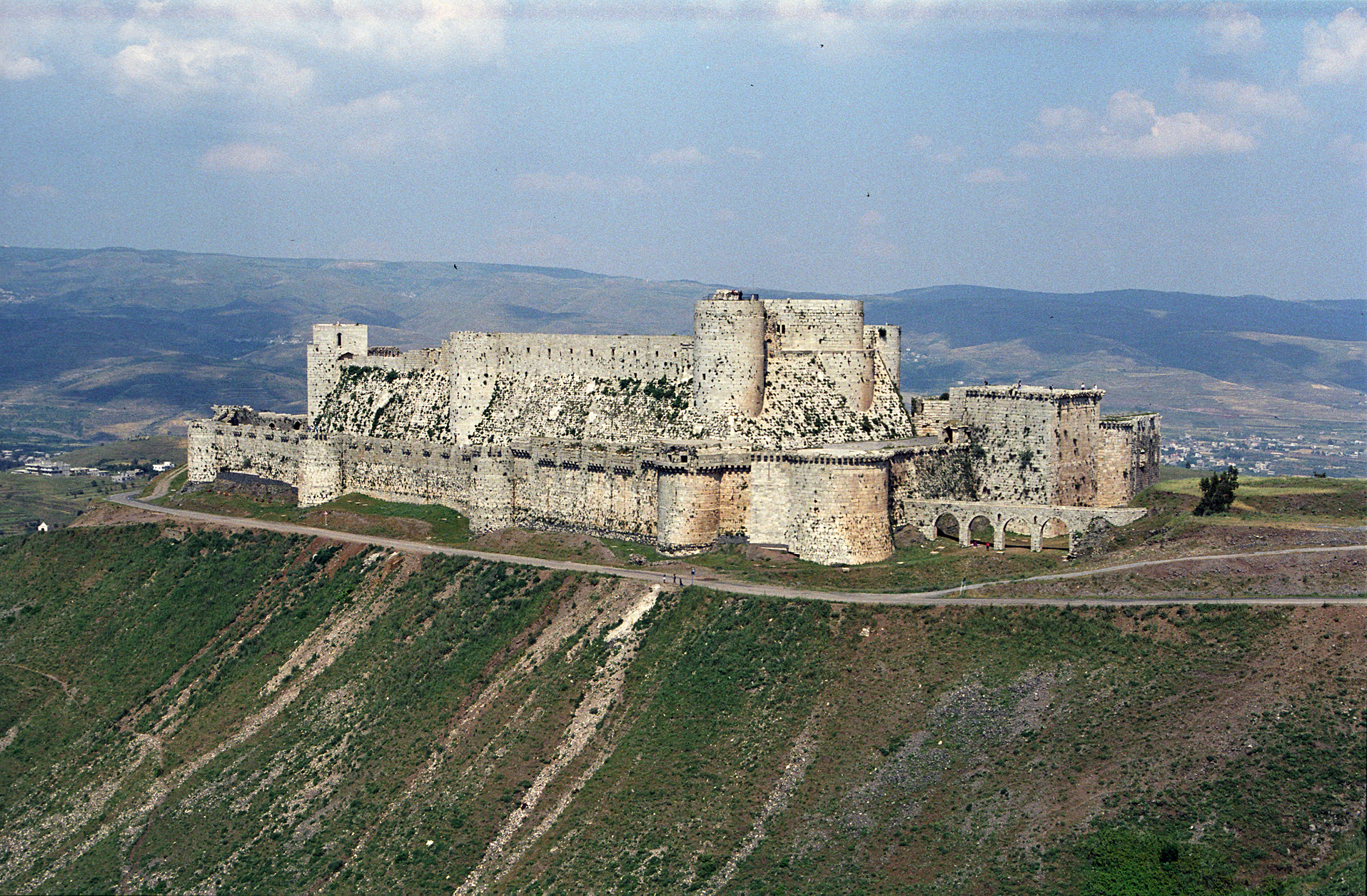
حصن الأكراد أو قلعة الحصن: لجأ إليها ابن سيفا، فحاصرها جانبولاد.

كان يتمتع الأمير موسى بن علي بالحكمة التي وظفها في سعيه إلى إحلال الصلح والوئام بين جند دمشق والمتحالفين لمهاجمته. حيث بدأت الرواية بعد أن تولي ابن سيفا قيادة جند الشام ليحارب المتمردين على السلطان، وعلى رأسهم جانبولاد الذي وصل مع جيشه قاصداً دمشق، إلى تخوم إمارة موسى. فقصده موسى مداراة ومحاماة عن أرضه وطلب إليه حبياً أن يبقى بعيداً عن إمارته. واجتمع المعني وجانبولاد على نبع العاصي قرب الهرمل فتداولوا في الأمور، 
فطلب موسى إتفاقية سلام تعقد بين المتخاصمين، وتعهد بالذهاب إلى الشام ومحاولة تحقيق شروط جانبولاد سلمياً. فتمت الموافقة على اقتراحه.فقال الأمير موسى:
هل تُعطيَني عهداً على الصلح وأنا أذهب إلى الشام، وآخذ لك العهد الوثيق مِن الأنام ،
فرد عليه جانبولاد: «إذهب سليماً وكن يا موسى كليماً». فحضر إلى الشام «فرُمي من عساكرها بغاية الملام وآلموه بغليظ كلام ظناً من جهلائهم أنه عليهم وما كان ناوياً إلا سوق الخير».
فقابل أمير الأمراء بدمشق وعرض عليه مطالب جانبولاد وحلفائه وهي:
- أن تعطى حوران لعمرو بن مفرج البدوي من عرب المفارجة، والبقاع العزيزي لمنصور ابن الفريخ.
- أن يؤذن للحاج كيوان نعمة بالدخول إلى الشام، ويكتب عرضاً بأن جانبولاد لم يدخل أرض الشام.
- أن فخر الدين يؤدي ما عليه من مال للسلطان، وبلاده موصوفة بالأمان.

وبدأ لموسى أن أهل السلطة في دمشق قد قبلوا بهذه الشروط والمطالب بعد أن عقد أمير الأمراء ديواناً لبحثها، «وإتفقوا أن حوران لعمرو ولكن في السنة المقبلة، وإعطاء البقاع لمنصور غير معقول لكونه عند الرعايا غير مقبول، وأما كيوان فيرجع وعليه الأمان».

و لكن الشيخ محمد بن سعد الدين رفض ما تم عليه، فرجع الأمير موسى إلى جانبولاد مخذولا ليبلغه فشل مساعيه، فعزم جانبولاد على قصد دمشق ومهاجمتها.

عاد موسى إلى دمشق ليخبر أهلها بنية جانبولاد وأعوانه، فاستاء الحليفان من موقفه وإنحاز اليهم الأمير يونس بن حسين ابن عم موسى، وقصد الجميع بعلبك فنهبوها وفرقوا أهلها، وتسلمها ابن عمه يونس، وسار الجميع إلى دمشق وحاصروها يوم السبت في جمادي الأولى سنة (1015هـ - 1607 م) وانتصروا في اليوم التالي على جُندِ الشام، وفر ابن سيفا بعد أن ترك ماية ألف غرش لتعطى لجانبولاد لكي لا يدخل المدينة. وانتهى الحصار بصلح نال فيه جانبولاد ماية وعشرين ألف غرش ورضي المعني على أن تكون بعلبك والبقاع للأمير يونس بن حسين الحرفوش. أما الأمير موسى فرفض كل ذلك وذهب إلى القيرانية قرب نبع العاصي، وجمع عشيراً كبيراً لقتال ابن عمه واستعادة إمارته، إلا انه داهمه المرض فصرف العشير ورجع إلى دمشق مريضاً فمات يوم الجمعة في السابع عشر من صفر (1016هـ - 1608م)، ودفن في مقبرة باب الفراديس بالقبة المعروفة ببني الحرفوش إلى جانب والدهِ.

### السبب في عودته الثانية لدمشق لإستكمال التفاوض
إن الذي نراه أقرب إلى واقع الأمور، أن الأمير موسى عاد مرة أخرى إلى دمشق لإستكمال مساعيه التفاوضية بطلب من جانبولاد وفخر الدين اللذين عمدا إلى إبعاده لإستغلال فرصة غيابه ومهاجمة بعلبك ونهبها ثم تسليم الحكم فيها إلى ابن عمه يونس، خصوصاً بعد الأهمية التي وصل إليها موسى، حتى استطاع أن تكون كلمته مسموعة حتى في دار السلطنة منذ زيارته الأولى لها، وأن يجند في حملاته خمسة عشر ألف مقاتل، وهذه أمور لن يتقبلها فخر الدين بطيبة خاطر بل سيسعى، حسب عاداته، إلى التخلص منه كما فعل مع والده وسيفعل بعد ذلك مع يونس نفسه.

« ويبقى جوهر الصراعات على السلطةِ وماهيتِها هي هي على مر العصور، وإنما الاختلاف يكون في الأساليب والأدوات المعتمدة لإدارة هذا الصراع، تلك الآليات والأدوات والأساليب هي التي تتطور بتطور العصر لتتلائم معهُ وتتواكب مع روحهِ وإيقاعاته المستحدثة، تحت مسميات ومصطلحات أكثر قبولا من قبل العامة.»

## صفاته ومآثره
- يقول المحبي في ترجمته:« كان الأمير موسى بطلا شجاعاً جواداً مقداما لعمل الخير فاضلا شاعراً أديباً بليغاً. وتبدو الفروسية جلية من خلال شعره، والحكمة من سعيه إحلال الصلح والوئام بين جند دمشق والمتحالفين لمهاجمتة، وقد فقد إمارته من جراء هذا المسعى بعد أن غدر به حليفه السابق فخر الدين».[20]
- وقد روى القاضي والأديب والمؤرخ حسن الأمين تاريخه وتاريخ والدهِ وأهلهِ ضمن حلقات بثها تليفويون المنار «القاضي حسن الأمين يروي آل حرفوش بعلبك -على اليوتيوب»[21]
- ومن أشعار الأمير موسى قوله مفتخراً:[22]

## قصيدة في مدحه
قصيدة كتبها الشاعر أبو المعالي درويش محمد بن أحمد الطالوي الأرتقي الدمشقي في مدحه؛ حيث أرخ ذلك بتاريخ 1006 هجرية